# 対馬市立南小学校

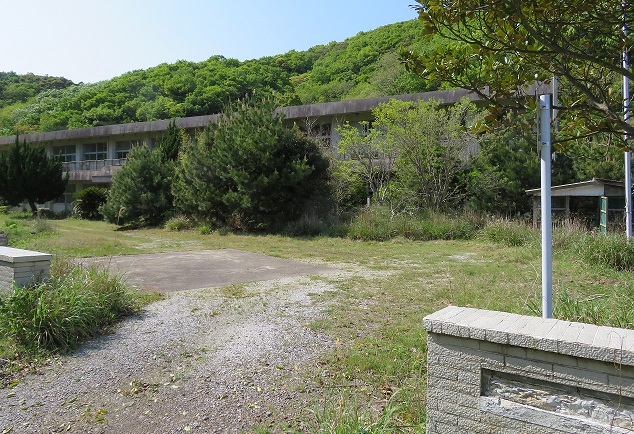
旧校舎

対馬市立南小学校（つしましりつ みなみしょうがっこう, Tsushima City Minami Elementary School）は、長崎県対馬市豊玉町
唐洲（からす）にあった公立小学校。
2022年（令和4年）3月末をもって閉校し、対馬市立豊玉小学校に統合された。

## 概要
歴史
1971年（昭和46年）に当時の豊玉村にあった小学校2校を統合して開校した。2011年（平成23年）に創立40周年を迎えた。2022年（令和4年）3月末をもって閉校し、50年の歴史に幕を下ろした。

校章
中央に校名の「南小」の文字（縦書き）を置く。
校歌
作詞は安田矯助、作曲は竹島勉による。歌詞は3番まであり、各番とも校名の「わが南」で終わる。
校区
住所表記で対馬市豊玉町の後に「貝口（かいぐち）、東加藤（ひがしかとう）、水崎（みずさき）、加志々（かしし）、唐洲（からす）、廻（まわり）」が続く地区。
中学校区は対馬市立豊玉中学校。

## 沿革
旧・唐洲小学校（からす）
- 1874年（明治7年）
  - 6月1日 - 「第五大学区第四中学区[5]（大船越学区）唐洲小学校」、「第五大学区第四中学区貝口小学校」の開校が文部省によって正式に認可される。
  - 8月 - 「第五大学区第四中学区廻小学校」が開校。
- 1875年（明治8年）3月4日 - 以上3学校が第五大学区第四中学区仁位小学校の分校となる。「唐洲分校」、「貝口分校」、「廻分校」
- 1882年（明治15年）- 「仁位学区公立中等仁位小学校下等唐洲分校」、「下等貝口分校」、「下等廻分校」に改称。
- 1886年（明治19年）- 小学校令により、中等科・初等科を廃止の上、簡易科を設置し、「卯麦学区学区簡易唐洲小学校」、「簡易貝口小学校」、「簡易廻小学校」に改称。
- 1891年（明治24年）9月1日 - 尋常科（修業年限4ヶ年）を設置の上、「卯麦学区尋常唐洲小学校」、「尋常貝口小学校」、「尋常廻小学校」に改称。教育勅語を下賜[6]。
- 1893年（明治26年）4月1日 - 校名を「唐洲尋常小学校」、「貝口尋常小学校」、「廻尋常小学校」に改称（「尋常」の位置を変更）。
- 1895年（明治28年）- 補習科を併置。
- 1901年（明治34年）4月 - 貝口尋常小学校が廻尋常小学校に統合され、廻尋常小学校貝口分教場となる。
- 1902年（明治35年）11月 - 廻尋常小学校に農業補習学校を併置。
- 1903年（明治36年）3月 - 補習科を廃止。
- 1907年（明治40年）7月 - 貝口分教場が廻尋常小学校から分離し、「貝口尋常小学校」（再）として独立。
- 1908年（明治41年）4月 - 義務教育期間が尋常科4年から尋常科6年まで延長。これに伴い、尋常科5年を設置。下県郡奴加岳村が発足し、その所管となる。
- 1909年（明治42年）4月 - 尋常科6年を設置。
- 1915年（大正4年）4月 - 貝口尋常小学校に農業補習学校を併置。
- 1916年（大正5年）
  - 4月 - 廻尋常小学校と貝口尋常小学校を唐洲尋常小学校に統合し、廻分教場・貝口分教場とする。
  - 6月 - 唐洲農業補習学校を併置。（後に青年訓練認定となる）
- 1917年（大正6年）
  - 3月 - 廻分教場を廃止。
  - 4月 - 高等科を併置し、「唐洲尋常高等小学校」に改称。
  - 11月 - 新校舎へ移転。
- 1935年（昭和10年）10月 - 校舎を増築。
- 1939年（昭和14年）6月1日 - 青年学校令により、併置の青年訓練認定唐洲農業補習学校が唐洲青年学校に改称。
- 1941年（昭和16年）4月1日 - 国民学校令により、「奴加岳村立唐洲国民学校」に改称。尋常科を初等科に改称（初等科6年・高等科2年）。
- 1947年（昭和22年）4月1日 - 学制改革（六・三制の実施）。
  - 旧・唐洲国民学校の初等科が改組され、「奴加岳村立唐洲小学校」となる。
  - 旧・唐洲国民学校の高等科および旧・唐洲青年学校が改組され、奴加岳村立唐洲中学校となり小学校に併設。小学校と旧青年学校を仮校舎として使用。
- 1955年（昭和30年）3月20日 - 仁位村と奴加岳[7]村の合併により豊玉村が発足。これに伴い、「豊玉村立唐洲小学校」に改称。
- 1957年（昭和32年）4月1日 - 豊玉村立唐洲中学校が移転の上、豊玉村立加志々中学校として独立したため、併設を解消し単独校となる。
- 1963年（昭和38年）3月28日 - へき地集会所（講堂）が完成。
- 1965年（昭和40年）4月10日 - 給食室が完成。
- 1966年（昭和41年）4月1日 - 1教室を増築。
- 1971年（昭和46年）3月31日 - 統合のため閉校。

旧・加藤小学校（かとう）
- 1918年（大正7年）5月 - 「嵯峨尋常小学校[8]加藤分教場」として開校。
- 1921年（大正10年）5月 - 「嵯峨尋常高等小学校加藤分教場」に改称。
- 1925年（大正14年）3月 - 校舎を改築。同運動場を拡張。
- 1935年（昭和10年）5月 - 運動場を拡張。
- 1938年（昭和13年）7月 - 加藤分教場の校舎を増築。
- 1941年（昭和16年）4月1日 - 国民学校令により、「仁位村立嵯峨国民学校加藤分教場」に改称。尋常科を初等科に改称。
- 1944年（昭和19年）3月 - 嵯峨国民学校から分離の上、「仁位村立加藤国民学校」として独立。
- 1947年（昭和22年）4月1日
  - 学制改革（六・三制の実施）により、旧・加藤国民学校の初等科が改組され、「仁位村立加藤小学校」となる。
  - 仁位村立唐洲小学校より小学5・6年生の依託を受ける。
- 1955年（昭和30年）
  - 3月20日 - 仁位村と奴加岳[7]村の合併により豊玉村が発足。これに伴い、「豊玉村立加藤小学校」に改称。
  - 7月 - へき地集会所（講堂）が完成。
- 1965年（昭和40年）
  - 3月 - 運動場を拡張。
  - 4月 - 給食室が完成し、ミルク給食を開始。
- 1971年（昭和46年）3月31日 - 統合のため閉校。

南小学校
- 1971年（昭和46年）4月1日 - 豊玉村立小学校2校（唐洲・加藤）を統合し、「豊玉村立南小学校」が開校。
- 1972年（昭和47年）
  - 4月10日 - 新校舎が完成。
  - 5月 - 豊玉村立学校給食南部調理場が設置される。
  - 12月 - へき地集会所（講堂）が完成。
- 1975年（昭和50年）
  - 2月 - 校歌・校章を制定。
  - 4月1日 - 豊玉村の町制施行により、「豊玉町立南小学校」に改称。
- 1978年（昭和53年）5月1日 - 自家用水道が完成。
- 1981年（昭和56年）3月24日 - 校庭にツツジ31本を植樹。
- 1982年（昭和57年）2月25日 - 運動場に桜40本を植樹。
- 2004年（平成16年）3月1日 - 対馬市の発足に伴い、「対馬市立南小学校」（現校名）となる。
- 2011年（平成23年）4月1日 - 対馬市立加志々中学校の閉校により、中学校区が対馬市立豊玉中学校となる。
- 2012年（平成24年）4月1日 - 唐洲331番地から423番地（旧・対馬市立加志々中学校の校舎）へ移転[9]。
- 2022年（令和4年）
  - 3月5日 - 閉校式を挙行。
  - 3月31日 - 対馬市立豊玉小学校への統合により、閉校[2]。

## アクセス
最寄りのバス停
- 対馬交通・対馬市営バス 「加志々」「西部漁協前」バス停

最寄りの道路
- 長崎県道232号唐崎岬線

## 周辺
- 水崎郵便局
- 豊玉南保育所
- 対馬南警察署水崎警察官駐在所
- 対馬市営渡海船/水崎発着所
- 水崎漁港 ・豊玉町漁業協同組合本所水崎支所
- 唐崎漁港（唐洲浦）・豊玉町漁業協同組合本所唐洲出張所
- 対馬唐洲の大ソテツ（長崎県文化財）[10]